# Alienoïds
Alienoïds est un jeu de rôle de science-fiction français, paru en 1993. L'auteur porte le pseudonyme de Solo ; il aurait écrit le jeu à l'âge de 12 ans.
L'histoire met les joueurs dans la peau d'horribles extra-terrestres désireux de dévorer tous les Terriens, mais qui doivent d'abord gagner leur confiance car une attaque frontale serait trop coûteuse pour eux. Ils vont donc prendre forme humaine pour s'infiltrer et amener les hommes à croire que les E.T. sont leurs amis, ou au moins pour s'assurer qu'ils en ignorent l'existence. Or la proximité des humains les rend plus sensibles et moins enclins à la violence, d'où des conflits psychologiques.
Comme par ailleurs, les Alienoïds sont divisés en de multiples factions et services, les intrigues internes vont bon train.
Un jeu à prendre au second degré, un peu comme INS/MV.

## Histoire et gouvernement
Il y a 4 millions d'années de cela, la planète d'origine des Alienoïds fut avalée par son soleil devenu supernova. L'espèce survécut grâce à un génie, surnommé le Rôdeur, qui réussit à utiliser une antique épave d'un vaisseau spatial, tombée du ciel longtemps avant. Les survivants l'élurent dictateur de leur race.
Leur survie n'était pourtant que provisoire pour plusieurs raisons :
- Les Alienoïds n'avaient plus de biosphère et donc plus de nourriture renouvelable.
- Ils avaient perdu leur mode de reproduction naturel, et devaient désormais se reposer sur d'autres organismes pour cela (cf. Physiologie).
- Un Alienoïd normal est incapable d'entretenir un appareil (cf. Psychologie), et leur "arche" allait donc devenir très vite inutilisable.

Pour faire face à cette situation, le Rôdeur décida que leur race deviendrait un peuple de pillards voués à écumer la Voie lactée en quête de nourriture, d'incubateurs et de technologie. Ce qu'il a fait depuis.
L'état de guerre permanent de la race alienoïd a conduit à la formation de plusieurs sections : exploration (section Arkadius, celle des personnages-joueurs), combat lourd, logistique, flotte, équipement, médecine, victuailles… Ces sections sont dirigées par des patriarches qui rivalisent pour obtenir les faveurs du Rôdeur et peut-être, à terme, son poste (car le Rôdeur se fait vieux et la médecine alienoïd ne parvient plus à le soutenir). Les coups bas sont monnaie courante.
En l'an 1938 du calendrier terrien dit chrétien, un vaisseau d'exploration alienoïd arrive par accident sur Terre. La nef principale, l'Haâr-Khé, étant alors engluée dans une guerre contre un peuple évolué, les émissaires choisissent de se fondre dans la civilisation humaine pour l'étudier et l'affaiblir.
En 1947, changement de programme : l'humanité ayant fait suffisamment de progrès durant la Seconde Guerre mondiale, on décide de contacter les gouvernements humains pour les faire « profiter » de la technologie ET. Le véritable but étant en fait de profiter de la logistique humaine pour préparer la guerre.
Au fil des années, l'organisation alienoïd s'étend sur Terre, donnant naissance à de multiples conspirations, les unes E.T., les autres purement humaines. Des Terriens comprennent la situation et fondent une résistance qui s'appuie sur l'armée, la guérilla populaire (les "bandes de cités"), et certains hommes d'État que les Alienoïds n'ont pu remplacer. En face, les Alienoïds et leurs alliés humains (qui ignorent le vrai objectif des étrangers) usent de la force brute, des médias et de l'argent de la drogue.
En 1992, date d'écriture du jeu, l'Haâr-Khé est enfin libre de venir. Il faut passer à la phase finale du plan, l'annihilation de l'humanité à l'horizon 1995-2000. Ce sera la mission des joueurs, mais vont-ils la mener à bien ?

## Physiologie et reproduction
Un Alienoïd correspond en tous points au cliché de l'extraterrestre bavant, chitineux et répugnant. Il est carnivore et doté de dents, de griffes et de serres. Seule différence entre lui et l'Alien du film, il se tient debout et possède un esprit analytique (même limité).
Le corps d'un Alienoïd est modulaire. Son ventre contient des compartiments qui lui servent de poches. Sa peau compte de nombreuses terminaisons nerveuses auxquelles brancher des équipements divers. Enfin, il a trois cerveaux qu'il peut échanger avec ses camarades pour varier ses compétences.
Les sens alienoïds sont très développés mais aussi vulnérables. Le bruit, les lumières vives, les gênent considérablement.
Pour dormir, les Alienoïds doivent se plonger dans une chambre froide à -120 °C. Cette nécessité physiologique les gêne assez, bien qu'ils n'aient pas de gros besoins en matière de repos.
La reproduction se fait par oviposition à la manière d'un Alien. Mais, d'une part, tous les Alienoïds n'ont pas d'œufs, et d'autre part, ceux qui en pondent meurent à la naissance des larves. Cette partition est un sujet de rivalité entre les Alienoïds, les uns regrettant de ne pouvoir engendrer, les autres se plaignant de leur espérance de vie écourtée.
Il est question d'hybrides d'Alienoïds et d'autres races dans le jeu, mais aucune explication n'est donnée sur eux.

## Psychologie et technologie
Les Alienoïds ont des émotions atrophiées. Pour compenser, ils ont un don limité de télépathie et d'empathie. Le résultat est un être froid et sans scrupules, qui, au contact des autres races, accumule lentement des réactions "humaines" à la manière d'une éponge. Ce processus d'humanisation en conduit certains à basculer du côté des races chassées, et c'est peut-être ce qui va sauver l'humanité.
En fait, le but du jeu est d'humaniser progressivement les personnages-joueurs, de façon à donner lieu à de belles scènes de roleplay à mesure qu'ils adoptent des comportements pour eux étranges.
Un autre trait caractéristique des Alienoïds est leur incapacité technologique congénitale. Un Alienoïd moyen a les compétences techniques d'un enfant de trois ans : il ne sait qu'imiter ce que font les autres, ne sait pas lire un mode d'emploi, et se limite souvent à savoir appuyer sur le bon bouton. Du coup, les équipements alienoïds se dégradent très vite et il faut les remplacer par d'autres, pillés sur des planètes de rencontre. Le gros des appareils est de type techno-organique, il s'agit d'organismes vivants et plutôt répugnants.
Pour se battre, les Alienoïds ont quantité d'armes raflées çà et là, qu'ils alimentent avec des convertisseurs carbone organique/énergie pure ou directement avec les réserves de leurs corps (ils ont donc besoin de manger pour alimenter leurs armes). Mais leur principal objectif est de capturer les humains vivants, ou du moins en état consommable.

## Un jeu à laCroc
Croc a aidé l'auteur du jeu et cela se sent. L'accent est mis sur l'action brutale : armes lourdes, véhicules surpuissants, violence aveugle, humour "viril", citations de chansons de heavy metal, personnages idiots et/ou pourris jusqu'à la moëlle. Le délire est roi, avec des bases secrètes dans chaque village paumé, des silos lance-missiles dans les HLM et des politiciens tantôt démolis, tantôt érigés en héros de la Résistance.
Mais en même temps, le jeu insiste sur le role-play même au prix du respect des règles (très simples et facultatives : on lance [trait + compétence] dés, chaque 5 ou 6 donne un succès à opposer à la difficulté), offre une politique complexe si on veut bien la fouiller, et montre une réelle foi en l'être humain qui l'emportera malgré un univers impitoyable miné par des conspirations.
Comme pour les jeux de Croc donc, on peut commencer au niveau des pâquerettes et affiner son jeu au fil des parties.